# メアリー・ウィットン・カルキンス
メアリー・ウイットン・カルキンス（Mart Whiton Calkins、1863年3月30日 - 1930年2月26日）は、アメリカ合衆国の哲学者・心理学者。
女性初のアメリカ心理学会（American Psychological Assosiation:APA）会長（第14代）、アメリカ哲学会（American Philosophical Association）会長を務めた。

コネチカット州ハートフォード生まれ。スミス大学（Smith College）で学んだ後、ウェルズリー大学（Wellesley College）でアメリカ国内でも最初の心理学研究室の1つを開設し、同大学で生涯に渡って教え続けた。ハーバード大学（Harvard University ）でウィリアム・ジェームス（William James）の元で学んだものの、当時のハーバード大学は女性を受け入れていなかったことからPhDを取得することは拒否された。記憶と自己に関する研究の発展に貢献した。また、女性の著書には An Introduction to Psychology（1901）、やThe Persistent Problems of Psychology （1907）など。